# Vladimír Fekete
Vladimír Fekete (Chorvátsky Grob, 11 agosto 1955) è un vescovo cattolico slovacco, dal 4 agosto 2011 prefetto apostolico dell'Azerbaigian e dall'8 dicembre 2017 vescovo titolare di Municipa.

## Biografia
Vladimír Fekete è nato a Chorvátsky Grob l'11 agosto 1955.

### Formazione e ministero sacerdotale
È entrato segretamente nella Società salesiana di San Giovanni Bosco. Il 15 febbraio 1975 ha emesso la prima professione e nel 1981 quella solenne. Nel 1979 ha conseguito la laurea in matematica e geologia presso la Facoltà di scienze naturali dell'Università Comenio di Bratislava.
Il 30 gennaio 1983 è stato ordinato presbitero a Berlino da monsignor Wolfgang Weider, vescovo ausiliare di Berlino. Nel 1995 ha ottenuto la laurea magistrale in teologia cattolica presso l'Università di Vienna e nel 1999 la licenza presso l'Università Cattolica di Lublino. Ha prestato servizio come direttore della comunità salesiana degli studenti di teologia a Levoča dal 1989 al 1993; vicario dell'ispettore provinciale dal 1993 al 1999 e ispettore della provincia di Bratislava dal 1999 al 2005. Nel 2006 ha seguito un corso per formatori presso l'Università Pontificia Salesiana a Roma. Tornato in patria è stato maestro dei novizi a Poprad dal 2006 al 2009.
Il 5 novembre 2009 papa Benedetto XVI lo ha nominato superiore ecclesiastico della missione sui iuris di Baku.
Il 30 aprile 2011 ha preso parte alla firma dell'accordo fra la Santa Sede e la Repubblica di Azerbaigian che regola i rapporti giuridici fra la Chiesa cattolica e lo Stato svoltasi nella sede del Comitato statale per l'attività con le strutture religiose a Baku.
Il 4 agosto 2011 papa Benedetto XVI con la bolla De iuvandis ha elevato la missione sui iuris a prefettura apostolica e lo ha nominato prefetto apostolico della stessa.
Il 2 ottobre 2016 la prefettura apostolica ha ricevuto la visita di papa Francesco. Il pontefice ha celebrato la santa messa nella chiesa dell'Immacolata Concezione a Baku e incontrato autorità politiche e religiose.

### Ministero episcopale
L'8 dicembre 2017 papa Francesco lo ha elevato alla dignità episcopale assegnandogli la sede titolare di Municipa. Ha ricevuto l'ordinazione episcopale l'11 febbraio successivo nella chiesa dell'Immacolata Concezione a Baku dall'arcivescovo Paul Richard Gallagher, segretario per i rapporti con gli Stati della Segreteria di Stato della Santa Sede, co-consacranti l'arcivescovo metropolita di Bratislava Stanislav Zvolenský e l'arcivescovo Savio Hon Tai-Fai, nunzio apostolico in Grecia. Hanno preso parte al rito anche il vescovo di Rožňava Stanislav Stolárik, l'arcivescovo della Madre di Dio a Mosca Paolo Pezzi, l'amministratore apostolico del Caucaso dei Latini Giuseppe Pasotto, il rettore della Pontificia Università Lateranense a Roma Enrico dal Covolo, l'arcivescovo emerito di Salisburgo Alois Kothgasser, il vescovo emerito di Linz Luidwig Schwarz, l'ispettore dei salesiani della Slovacchia Jozef Ižold, sacerdoti e salesiani dalla Slovacchia e dall'estero, rappresentanti dell'Azerbaigian e di varie altre comunità cristiane del paese e i parenti stretti di monsignor Fekete. È il primo vescovo salesiano slovacco.

## Genealogia episcopale
La genealogia episcopale è:
- Cardinale Scipione Rebiba
- Cardinale Giulio Antonio Santori
- Cardinale Girolamo Bernerio, O.P.
- Arcivescovo Galeazzo Sanvitale
- Cardinale Ludovico Ludovisi
- Cardinale Luigi Caetani
- Cardinale Ulderico Carpegna
- Cardinale Paluzzo Paluzzi Altieri degli Albertoni
- Papa Benedetto XIII
- Papa Benedetto XIV
- Papa Clemente XIII
- Cardinale Marcantonio Colonna
- Cardinale Giacinto Sigismondo Gerdil, B.
- Cardinale Giulio Maria della Somaglia
- Cardinale Carlo Odescalchi, S.I.
- Vescovo Eugène de Mazenod, O.M.I.
- Cardinale Joseph Hippolyte Guibert, O.M.I.
- Cardinale François-Marie-Benjamin Richard
- Cardinale Pietro Gasparri
- Cardinale Clemente Micara
- Cardinale Antonio Samorè
- Cardinale Angelo Sodano
- Arcivescovo Paul Richard Gallagher
- Vescovo Vladimír Fekete, S.D.B.

## Araldica
| Stemma | Titolare                                                                            | Descrizione |
|        | Vladimír Fekete Prefetto apostolico dell'Azerbaigian e vescovo titolare di Municipa | Di rosso, al monte di tre vette cucito d'azzurro movente dalla punta sormontato da una stella (8) d'oro, addestrata e sinistrata da due gigli abbassati d'argento. Ornamenti esteriori da vescovo. Motto: "Da mihi animas". |